# Teori
För andra betydelser, se Teori (olika betydelser).
Teori är resultatet av kontemplativt, rationellt abstrakt och generaliserande tankearbete. Teori används ofta för att förklara eller förstå något i allmänna ordalag eller för att skapa en förenklad, idealiserad beskrivning av något som är komplext och svåröverblickbart. Teori skiljer sig från empiriska observationer på så vis att teori är allmän och abstrakt medan empiriska observationer är konkreta och specifika. Ordet teori har sitt ursprung i den antika grekiska filosofin men har idag fått en rad olika betydelser, av vilka vetenskaplig teori är ett exempel. 

## Ordets ursprung
Ordet teori härstammar från en teknisk term inom den antika grekiska filosofin. Det grekiska ordet theoria, θεωρία, som betyder "att titta på, vara medveten om, åskåda", hänvisar till att grubbla och spekulera, i motsats till att handla och agera.
Praktik (från grekiskans praxis, πρᾶξις) som kommer från den grekiska termen "att göra", ställs speciellt ofta i motsats till teori eftersom teori inte involverar något agerande förutom teoretiserandet i sig.

## Olika typer av teorier
Ett klassiskt exempel på skillnaden mellan teori och praktik kommer från den medicinska vetenskapen: Medicinsk teori och medicinskt teoretiserande innefattar försök att förstå sjukdomar och hälsa genom att utveckla medicinska begrepp och resonemang, medan den praktiska sidan av medicin handlar om att försöka behandla sjukdomstillstånd genom konkreta medicinska interventioner. Att försöka förstå och intervenera är nära relaterade handlingar, men de kan vara åtskilda på så vis att är möjligt att forska om hälsa och sjukdom utan att bota specifika patienter och det är samtidigt möjligt att bota en patient utan att uppnå förståelse för hur botemedlet verkat i någon djupare mening.
I moderna sammanhang är den vetenskapliga termen "teori" eller "vetenskaplig teori" generellt ansedd att föreslå en förklaring av empiriska fenomen, som är utförda i enlighet med vetenskaplig metod. Medan teorier inom konst och filosofi adresserar idéer och empiriska fenomen som inte enkelt är mätbara. Inom vetenskapen är teorier föredragsvis utformade och beskrivna sådana att de av en vetenskapsman inom respektive område är i stånd att förstå samt att empiriskt kunna antingen verifiera, bevisa teorin eller att falsifiera, motbevisa den samma. I den moderna vetenskapens kontext motsvarar distinktionen mellan teori och praktik, skillnaden mellan teoretisk- och tillämpad vetenskap.
En vanlig distinktion inom vetenskapen är också att skilja mellan en teori och en hypotes. Hypoteser är individuella, examinerbara antagelser, medan en teori är en samling av hypoteser som är logiskt sammankopplade till en sammanhängande förklaring av någon aspekt av verkligheten som vilken individuellt eller sammanlänkat ger något empiriskt stöd för teorin.

## Antik betydelse
Även om det finns mer vardagliga betydelser av ordet i det grekiska språket, så har ordet θεωρία uppenbarligen utvecklat speciella användningar i den registrerade historien i grekiskan. I boken From Religion to Philosophy föreslår Francis Cornford att orficisterna använde ordet teori för att beskriva passionerad böjelse för djupare fundering. Pytagoras ändrade ordets betydelse till passionerad böjelse för djupare fundering på matematisk och vetenskaplig visdom, ty han ansåg att en sådan intellektuell jakt skulle leda vägen för att nå den högsta nivån av existens. Pytagoras framhöll en undertryckelse av känslomässiga och kroppsliga begär i syfte att tillåta intellektet att funktionera på ett högre plan av teori. Då det var Pytagoras som gav ordet teori den specifika meningen som leder till den klassiska och moderna omfattningen och en urskiljning av teori som oengagerad (känslolös), neutral och praktiskt.
I Aristoteles terminologi, som redan nämnts ovan, är teori i kontrast till praxis eller praktik, vilket är fallet än idag. För Aristoteles, omfattades både praktik och teori av tänkande, men målen var skilda. Teoretiskt bryderi tager i åtanke sådant som människor inte kan påverka, sådant som naturen, så det har inget mänskligt mål i sig själv, förutom kunskapen den bidrager att skapa. På den andra sidan, så involverar även praxis att tänka, men alltid med ett mål om önskad handling, där människor själva skapar förändring eller rörelse för att nå sina egna mål. Varje mänsklig handling som inte innefattar ett medvetet val kan inte vara ett exempel på praxis eller handling.